# Simon Ibo
Simon Ibo, aussi connu sous le nom Ibo Simon, est un homme politique d’extrême droite, animateur de télévision et chanteur français né le 22 mars 1940 à Basse-Terre (Guadeloupe) et mort le 24 septembre 2022 aux Abymes (Guadeloupe).

## Biographie

### Origines et débuts
Simon Georges Ibo naît le 22 mars 1940 à Basse-Terre au sein d’une famille modeste. Il étudie peu et n’obtient pas le certificat d’études primaires. Durant un temps, il est chanteur dans des bals populaires,.
Il part ensuite vivre en Île-de-France, où il est membre d’un orchestre antillais. Il tombe dans la délinquance et finit emprisonné à la prison de la Santé.

### Carrière musicale et cinématographique
Après son emprisonnement, il retourne en Guadeloupe et s’y fait connaître comme chanteur et acteur, notamment via sa chanson Même si je dois mourir un jour, sortie en 1979,.
En 1980, il joue dans le film Mamito de Christian Lara.
En novembre 2021, il sort une reprise reggae de son titre Même si je dois mourir un jour avec le chanteur Daddy Yod.

### Carrière télévisuelle
En 1992, il devient animateur de sa propre émission sur la chaîne de télévision guadeloupéenne Canal 10, dans laquelle il réagit à l’actualité. Son émission, de périodicité quotidienne, est enregistrée en direct,.
En 2001, il multiplie les propos racistes à l’égard des Haïtiens à la télévision. Le 4 septembre 2001, Canal 10 reçoit une mise en demeure du Conseil supérieur de l'audiovisuel lui sommant de respecter la loi, à la suite d’une lettre du Mouvement contre le racisme et pour l'amitié entre les peuples et du Groupe d'information et de soutien des immigrés dénonçant les propos de Simon Ibo. Suivant cet avertissement, il est suspendu par la chaîne,.

### Carrière politique
En 1995, il se lance en politique et participe aux élections municipales de Pointe-à-Pitre. Il obtient un score de 8 % et est élu conseiller municipal.
En 1997, il se présente lors des élections législatives et échoue à se qualifier au second tour, emportant toutefois 14,56 % des voix au premier tour,.
Lors des élections régionales de 1998, il obtient 5,7 % des voix et devient conseiller régional.
En mars 2001, il obtient 22 % des voix au premier tour des élections municipales à Pointe-à-Pitre avec sa liste Pointe-à-Pitre d'abord et se qualifie pour le second tour. Il est réélu conseiller municipal,,. En mai 2001, il cofonde avec l’ex-Rassemblement pour la république Louis Dessout le parti Guadeloupe debout, dont il devient le président. Le 22 juillet 2001, à l’issue d’une réunion publique tenue par Simon Ibo, une centaine de militants armés de Guadeloupe debout, accompagnés par Ibo, attaquent une famille d’origine dominicaine et mettent à sac leur domicile. L’attaque est filmée et diffusée en direct par Canal 10,,.
Lors des élections législatives de 2002 dans la première circonscription de la Guadeloupe, il obtient 12,51 % des voix et échoue à se qualifier pour le second tour.
En novembre 2003, il perd ses mandats de conseiller municipal et de conseiller régional à la suite du rejet du pourvoi en cassation de son jugement pour incitation à la haine raciale, lors duquel il a été condamné à la perte de ses droits civiques pour une durée de deux ans.
Lors des élections législatives de 2007, il reçoit 6,61% des voix dans la première circonscription de la Guadeloupe et échoue à se qualifier au second tour.
Lors des élections départementales de 2015, il reçoit 11,35% des voix dans le canton des Abymes-3.

### Mort
Il meurt aux Abymes le 24 septembre 2022 des suites d’une maladie,.

## Positionnement politique
Selon Nicolas Sébastien, Simon Ibo mobilise le grand remplacement identitaire et biologique de la Guadeloupe par les Haïtiens comme principale thématique. Ainsi, lors d’une émission de juillet 2001, Ibo appelle à chasser les Haïtiens de Guadeloupe. Nicolas Sébastien remarque également qu’Ibo a un « mépris profond pour la couleur noire et une image particulièrement négative du corps social guadeloupéen », répétant plusieurs fois que les Noirs sont incapables et fainéants, et comparant leur morphologie à celle des singes.
Ibo Simon se revendique proche des positions du Front national. Se comparant à Jean-Marie Le Pen, il estime qu'« il est en cours préparatoire à côté de moi. Ce que Le Pen dit, ce qu’il a dit, ce qu’il dira n’est rien à côté de moi »,.
En décembre 2003, il fait campagne pour le non lors des consultations locales de 2003 sur les modifications de statut territorial en Outre-mer.

## Condamnations judiciaires
Durant sa vie en France métropolitaine, Simon Ibo est condamné à de la prison ferme pour vol et trafic de stupéfiants,.
En 2001, il est visé par une plainte d’associations de personnes d'origine haïtienne pour incitation à la haine raciale. En marge d’une des audiences, il mobilise des centaines de personnes pour manifester devant le tribunal de Pointe-à-Pitre, ce qui occasionne des violences envers les parties civiles et la population haïtienne. Il est condamné le 15 février 2002 à quatre mois de prison avec sursis, 10 000 euros d’amende et une suspension de ses droits civils et civiques d’une durée de 2 ans,.

## Discographie

### Albums
- 1979 : Doubout !
- 1979 : Ibo Simon
- 1980 : Ibo Simon
- 1981 : Bo

### Compilations
- 2012 : Danger